# Bócsa
Bócsa – wieś i gmina w środkowo-południowej części Węgier, w pobliżu miasta Kiskunmajsa. Miejscowość leży na obszarze Wielkiej Niziny Węgierskiej, w komitacie Bács-Kiskun, w powiecie Kiskőrös.
Gmina Bócsa liczy 1816 mieszkańców (2009) i zajmuje obszar 97,04 km².